# Новиковське сільське поселення
Но́виковське сільське поселення (рос. Новиковское сельское поселение) — сільське поселення у складі Асінівського району Томської області Росії.
Адміністративний центр — село Новиковка.
Населення сільського поселення становить 1231 особа (2019; 1386 у 2010, 1744 у 2002).

## Склад
До складу сільського поселення входять:
| Населений пункт        | Населення, осіб (2002) | Населення, осіб (2010) |
| ---------------------- | ---------------------- | ---------------------- |
| 153 км, селище         | 5                      | 3                      |
| 161 км, селище         | 11                     | 10                     |
| 167 км, селище         | 6                      | 6                      |
| 169 км, селище         | 5                      | 2                      |
| Вороно-Пашня, присілок | 156                    | 120                    |
| Моїсеєвка, присілок    | 263                    | 206                    |
| Нижні Соколи, присілок | 202                    | 174                    |
| Новиковка, село        | 620                    | 448                    |
| Ново-Троїця, присілок  | 75                     | 64                     |
| Світлий, селище        | 401                    | 353                    |